# Contea di Conflent
La contea di Conflent (in catalano: Comtat de Conflent, in spagnolo: Condado de Conflent; in francese: Comté de Conflent) è stata una delle contee medievali della Catalogna, ed il suo territorio era governato da un conte.

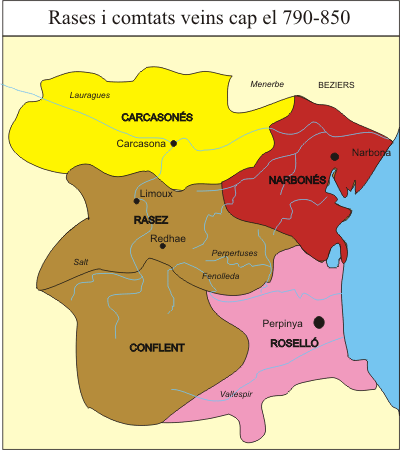
La contea di Conflent all'inizio del IX secolo

## Territorio
Il suo territorio coincideva più o meno con quello della moderna comarca di Conflent, costituito dall'alta e media valle del Têt sino al raggiungimento della fossa di Cerdagna, alla gola tra Sauto e Fontpédrouse, sino al rossiglionese Cantone di Le Ribéral.

Attualmente si trova nella Catalogna del Nord) nei Pirenei Orientali,  dipartimento francese della regione Occitania, la sua capitale è la città di Prades ed è dominato dalla vetta del Canigou.

Le contee di Berà

## Storia
In epoca romana, il Conflent dipendeva dal villaggio di Ruscino; poi fece parte della diocesi di Elne, 
Origine della contea
Nella prima metà del IX secolo, dipendeva dal conte franco di Rasès, Berà(anche conte di Barcellona). Tuttavia, il Conflent è spesso menzionato già in quello stesso secolo come parte della contea di Rossiglione. Tra l'860 e l'870 era sotto il conte (reggente o usurpatore) Salomone. Nell'868-870 Miró I, figlio di un precedente conte, Sunifredo I (forse figlio del conte di Carcassonne e Razès, Bello, proprietario terriero del Conflent), gli succedette esclusivamente nel Conflent, che governò autonomamente, mentre la Cerdagna e l'Urgell erano governate da Goffredo il Villoso (anche lui figlio di Sunifredo I), in seguito anche conte di Barcellona. 
Incorporazione nella  contea di Cerdanya
Miró I detto il vecchio, che dall'878 governava anche la contea di Rossiglione, proteggeva l'abbazia di Sant'Andrea d'Eixalada e, quando scomparve a causa delle inondazioni dell'878, la nuova Abbazia di San Michele di Cuxa.  

Alla morte di Miró I, nell'895, la contea di Conflent passò a suo fratello Goffredo il Villoso e, alla sua morte (897), a suo figlio, Miró I, detto il Giovane che esercitò anche le funzioni di conte di Cerdanya e di Berga e, dal 912, anche di Besalú. Da quel momento, la contea di Conflent rimase incorporata nella contea di Cerdanya fino all'estinzione della dinastia, quando passò alla contea di Barcellona. 

All'inizio dell'XI secolo Goffredo II aveva costruito un palazzo a Corneilla-de-Conflent, che fu anche residenza dei conti Cerdanya; nel 1090 circa Guglielmo I trasferì il capoluogo della contea nel Conflent, nella nuova città di Villefranche-de-Conflent. 
Fine della contea
Quando l'ultimo conte, Bernardo morì (il Chronicon alterum Rivipullense riporta la morte nel 1117 (1117. Obiit Bernardus comes Ceritaniæ)), senza discendenza, il cugino primo, Raimondo Berengario, già conte di Barcellona, Gerona, Osona e conte di Provenza, divenne anche Conte di Cerdanya e di Conflent.

## Conti di Conflent
- 801 – 820 Berà
- 820 – 837 Oliva I
- 844 – 848 Sunifredo I
- 848 – 860 Oliva II
- 860 – 870 Salomone
- 870 – 895 Miró I
- 895 – 897 Goffredo I il Villoso
- 897 – 927 Miró II
- 927 – 968 Sunifredo II
- 968 – 984 Miró III
- 968 – 988 Oliva III Cabreta
- 988 – 1035 Goffredo II
- 1035 – 1068 Raimondo
- 1068 – 1095 Guglielmo I
- 1095 – 1109 Guglielmo Giordano
- 1109 – 1117 Bernardo